# Emissiebank (België)
De Emissiebank in België was een financiële instelling die actief was tijdens de Tweede Wereldoorlog. De bank kon beschouwd worden als doublure van de Nationale Bank van België tijdens de Duitse bezetting.
Tijdens de Duitse inval in mei 1940 volgde de Nationale Bank zoals gepland de Belgische regering naar Frankrijk om er een nieuwe maatschappelijke zetel te vestigen. Dit vormde een probleem in het bezette België. Het was niet duidelijk wie dan bankbiljetten zou uitgeven en geld zou bezorgen aan de rijksinstellingen in het bezette België.
Reeds voor de oorlog hadden privé-bankiers met Camille Gutt, minister van Financiën en Georges Janssen, gouverneur van de Nationale Bank hierover afspraken gemaakt. Op 13 juli 1940 werd door de grootste Belgische banken en holdings De Emissiebank opgericht. Het was een Belgische instelling naar Duits recht dat geleid werd door de grootste privé-banken zodat er een band ontstond met het Galopin-comité.
Deze bank had de goedkeuring van de bezetter; door het oplossen van de problemen van de openbare financiën en  kredietverlening aan Belgische industriëlen werden leveringen aan Duitsland ondersteund.
Wanneer de Nationale Bank van België in augustus 1940 met goedkeuring van de regering terugkeerde naar Brussel kreeg de Emissiebank een nieuwe taak: de “clearing” organiseren tussen België en Duitsland.
Deze clearing hield in dat alle uitvoer van België naar Duitsland onderling zou verrekend worden na de oorlog. Het systeem hield in dat de geleverde goederen niet rechtstreeks betaald zouden worden aan de leveranciers, maar zich ertoe verbinden om de tegenwaarde van de goederen in een “verrekeningskas” zou worden gestort. Hiermee zouden de leveranciers kunnen betaald worden. In praktijk kwam het erop neer dat de Belgische emissiebank dit alles moest voorfinancieren omdat de Duitse afnemers hun schuld niet aflosten.
De bezetters gebruikten de bank ook voor de betaling van gecamoufleerde betalingsorders zoals de betaling van de lonen van Belgen die in Duitsland tewerkgesteld waren, de steun aan collaboratiebewegingen en Duitse aankopen op de zwarte markt hierbij waren de begunstigden en de geleverde prestaties niet bekendgemaakt door de Duitsers. Vanaf 1942 werden deze aangerekend als “bezettingskosten” die het clearingtekort zouden moeten inperken.
Dit alles zorgde ervoor dat het clearingtekort steeg van 7,8 miljard Belgische Frank in december 1941 tot 11,8 miljard Belgische Frank in juni 1942. Het gebruiken van de bank voor gecamoufleerde betalingsorders leidde in oktober 1942 tot een confrontatie tussen de bank en de bezetter. Het totaalbedrag van deze orders was toen 5,6 miljard op een tegoed van meer dan 20 miljard Belgische Frank. Het bestuur van de bank wilde radicaal afzien van de verrekeningsregeling, maar hoopte toch nog met de Duitsers te onderhandelen. Dit leidde in eerste instantie tot een confrontatie met de bezetter, waarbij gedreigd werd tot het nemen van Belgische gijzelaars als de openstaande schuld van 750 miljoen niet betaald werd en er sabotage plaatsvond door de Duitsers. Dit conflict werd beëindigd door een compromis waarbij weinig rekening werd gehouden met de Belgische belangen maar voldoende om de Belgische aanwezigheid in de leiding van de Emissiebank te bewaren.
Daarna beperkte men zich tot het wachten tot de bevrijding en het voorbereiden van het naoorlogse België. De nieuwe directie probeerde in de periode van 1943-1944 alleen nog via beperkte middelen, door gedeeltelijke uitbetaling aan de leveranciers in certificaten van de Emissiebank de grootste misbruiken tegen te gaan.
Dit eenrichtingsverkeer van België naar Duitsland zorgde ervoor dat de Belgische economie kon ingeschakeld worden in de Duitse oorlogseconomie. Tegen de bevrijding was deze schuld opgelopen tot 62 miljard Belgische Frank die nooit werd teruggevorderd.
Dat deze schuld zo hoog kon oplopen is te zien in kader van de “politiek van de minste kwaad” en economische collaboratie met de Duitse bezetter waarbij leveringen aan Duitsland zouden gebeuren met voedsel als tegenwaarde.
Tijdens de Tweede Wereldoorlog heeft de Emissiebank nooit bankbiljetten uitgegeven, wat de Nationale Bank wel gedaan heeft. In onderzoeken na de oorlog bleek dat de privé-bankiers en gouverneur Janssen de Emissiebank wilden gebruiken om het “vuile werk” te doen en zeker na de terugkeer van de NBB.